# Östreklacken
Östreklacken is een rotseiland in de Lule-archipel. Het is waarschijnlijk naar Klacken genoemd, dat in de Pite-archipel ligt, en ligt zes kilometer ten zuidoosten van Mannöskäret aan de rand van de Lule-archipel in de open zee van de Botnische Golf. Het eiland heeft geen oeververbinding en is onbebouwd.
De Lule-archipel ligt in het noorden van de Botnische Golf en hoort bij Zweden.